# Suzanne Peignot
Suzanne Peignot, née Suzanne Rivière (Compiègne, 2 septembre 1895 – Paris 7e, 25 avril 1993), est une cantatrice soprano française, interprète privilégiée du Groupe des Six. Ses amis la surnommaient « la Reine des mouettes », allusion à l'une des mélodies qu'elle chantait avec succès (quant à lui, Érik Satie l'avait surnommée « ma très petite da-dame »)

## Biographie
Née à Compiègne, fille d'un officier de cavalerie, Suzanne Rivière a une enfance marquée par la vie militaire (et ses déplacements incessants: Compiègne en 1894, Provins en 1911, Dinan en 1912, Rennes en 1914, le front) et par le décès de sa mère alors qu'elle n'a que 11 ans (elle est placée chez sa tante paternelle, mère d'Emmanuel Faÿ, puis revient à 14 ans vivre avec son père récemment remarié).

### La formation
Pendant le conflit, Suzanne Rivière habite à Paris chez ses grands-parents parisiens. Elle prend des cours de chant avec Madame Ronceret (qui lui fait découvrir Debussy, avec qui elle passe ses premières auditions), avec la baronne Medem, avec l'épouse de Louis Fourestier. Engagée comme bénévole auprès des blessés de guerre, elle fait la connaissance de Yvette Guilbert, également bénévole ; celle-ci lui fait travailler (durement) le répertoire des chansons anciennes. Son cousin Emmanuel Faÿ est ami de Marc Allégret et lui fait rencontrer le groupe des “Nouveaux jeunes” qui allait devenir bientôt le Groupe des Six. Elle commence sa carrière lyrique en donnant de petits rôles dans Le retour d'Ulysse (Monteverdi sous la direction de Vincent d'Indy) et dans Hin und Zurück (Hindemith, sous la direction de Madeleine Milhaud).

### L'artiste lyrique
En 1920, son mariage avec l'héritier de la famille Peignot lui ouvre les portes du Tout-Paris. Se succèdent chez elle, quai Voltaire, les Six (Georges Auric, Louis Durey, Arthur Honegger, Darius Milhaud, Francis Poulenc et Germaine Tailleferre) mais aussi Jean Cocteau, Érik Satie, Ricardo Viñes, André Gide, Henri Sauguet, Léon-Paul Fargue, Max Jacob, Roger Désormière ou Marcel Herrand. Elle fait décorer son appartement par Jean-Michel Franck,. Elle fréquente le restaurant Delmas, le bar Gaya, La rotonde, la salle Huyghens, ou Le bœuf sur le toit, où son mari  « multiplie les folies: il s'enroule dans un paravent pour ôter son habit et, le torse orné d'une simple cravate, fait noter sur son buste les noms des plus jolies femmes de la soirée ».

Sur scène ou dans les salons de la Capitale, elle défend la musique de Georges Auric (Alphabet, le 5 juin 1923), Jean Cartan (Trois chants d'été, le 13 février 1928), Érik Satie (Socrate, le 20 juin 1923, lors d'un mémorable concert, en 1923, où le compositeur qui faisait également l'accompagnateur s'emporte en public contre Henri Sauguet qui lui avait mal tourné les pages !). Elle participe à des conférences (dont celle de Darius Milhaud le 23 mars 1925), fait une tournée à Bruxelles, chante à Compiègne avec Jean Wiéner et Clément Doucet, et se fait remarquer lors d'un concert donné à l'École normale de musique:  
Mme Suzanne Peignot était depuis longtemps classée comme une des plus jolies voix et des meilleurs chanteuses parisiennes. Mais jusqu'à présent elle ne se faisait entendre que comme amateur. Elle vient de franchir le pas redoutable. Elle vient de donner un Récital à la Salle de l'École normale de musique, en séance publique. Qu'allait-il en advenir ? Allait-elle nous paraître maintenant que nous avions le droit d'être sévère, au-dessous de sa réputation mondaine ? (…) Disons-le tout de suite: l'épreuve a été on ne peut plus favorable à la débutante. Mme Suzanne Peignot nous a ravis et, durant deux heures, nous a tenus sous le charme d'une voix exquise et d'une interprétation des plus fines et des plus pénétrantes. (…) C'est un soprano qui descend au mezzo. L'interprétation révèle une sensibilité des plus subtiles qui s'accorde à toutes les finesses des poèmes et de la musique, et les traduit sans préciosité, de la façon la plus simple et la plus spontanée.
Sa carrière s'accélère : elle donne en 1930 un récital au Théâtre des Champs-Élysées (accompagnée par Francis Poulenc), elle se produit chez des mécènes, à Paris, en province et à l'étranger. Elle crée les Chansons de la vieille Chine de Pierre Vellones le 19 juin 1931. En 1932, salle du Conservatoire, elle interprète  Cinq poèmes Pierre-Jean Toulet de Pierre-Octave Ferroud et le Jet d'eau de Claude Debussy. En 1933 elle donne les Quatre poèmes de Max Jacob de Vittorio Rieti et se produit salle Pleyel (17 décembre 1933). Le 16 décembre 1934, salle Gaveau, elle donne la première des Cinq poèmes de Ronsard de Francis Poulenc. En 1936 elle donne un récital au musée Grévin. En 1937, elle donne les Huit poèmes de Cocteau de Georges Auric. Les critiques continuent d'être élogieuses :  
Suzanne Peignot possède une voix bien timbrée, égale, homogène, facile dans tous les registres. Simplement, avec une impeccable articulation, cette cantatrice sait donner à l'air de Zaïd Dors en paix, à Oiseaux si tous les ans de Mozart, un charme pur et des accents justes. Sa délicate sensibilité lui permit d'interpréter les spirituelles Histoires naturelles de Ravel avec poésie et toute l'ironie désirable. Interprète d'œuvres inédites de Nicolas Nabokof, Suzanne Peignot se joue des pièges innocemment tendus par l'auteur qui écrit avec une liberté à nulle autre pareille ! La musique de Francis Poulenc convient aussi, par sa délicatesse et son charme mélodique, à cette artiste sensible et distinguée; son interprétation des Cinq Poèmes fut spirituelle et chaleureuse.
La Seconde guerre mondiale l'oblige à quitter Paris. En 1940, elle se réfugie à Cannes avec ses trois enfants (dont le futur poète Jérôme Peignot, capable selon elle « de dire à [sa] mère, à son retour du studio, que “le si de l'Air champêtre était moins bon à la radio qu'à la maison »). Elle y donne quelques concerts au bénéfice des réfugiés juifs. Elle aimait également à rappeler qu'elle y avait offert l'hospitalité d'un soir à Emmanuel d'Astier de la Vigerie, qui craignait d'être suivi par la Gestapo après avoir poussé un Allemand à la mer. Elle se produit épisodiquement sur Paris-Mondial, la radio destinée aux colonies, dans les émissions de nuit, avant que celle-ci ne soit éteinte (juste après le discours d'armistice). En 1944, elle interprète à la BBC les Poèmes juifs de Darius Milhaud et On this Island de Benjamin Britten. En 1945, elle donne le Jardin clos de Gabriel Fauré et des mélodies d'Elsa Barraine à Radio-Genève.
Après-guerre, elle donne encore quelques concerts : à l'Ambassade de La Haye en 1947 ; à l'Église d'Auteuil en l'honneur des parents de Max Jacob mort en déportation ; elle crée les Six poèmes d'André de Richaud de Henri Sauguet en 1947 ; elle crée La petite princesse de Florent Schmitt en 1948 ; elle participe à de nombreuses émissions radiophoniques (« Jean Wiéner pouvait lui téléphoner en fin de soirée pour lui demander de venir chanter pour lui le lendemain matin à sept heures à la radio ; à l'arrivée au studio, le compositeur n'avait pas encore écrit l'accompagnement de ses mélodies : il s'asseyait alors au piano, plaquait quelques accords, égrenait un ou deux arpèges… et on enregistrait »). Elle encourage Jacques Leguerney à composer pour des auteurs modernes, ce qu'il fait en 1945 en mettant en musique trois poèmes de Guillaume Apollinaire.
Divorcée en 1933, elle s'était remariée en 1942 à Henri Laubeuf, ingénieur et pilote d'essai, avec qui elle vit jusqu'à la mort de ce dernier en 1952. En 1955, courageusement, elle se fait embaucher par le magasin Gaveau, facteur connu de pianos. Un jour, sans le savoir, Olivier Messiaen « félicita la maison pour la compétence de la vendeuse, celle qu'il avait remerciée d'avoir interprété Le collier et La prière exaucée en 1935 ».
Elle disparaît en 1993 à l'âge de 97 ans. 
Son souvenir n'est pas éteint. François Le Roux et Renaud Machart se rappelaient d'elle en 2013 sur France Musique: « C’était une femme qui avait, un peu comme Louise de Vilmorin, ce mélange de grande classe et de vulgarité calculée. ».

### LeQuatuor vocal Suzanne Peignot
En 1932, elle crée le Quatuor vocal Suzanne Peignot, avec Germaine Cossini (contralto), Paula Fizsel (mezzo) et Suzanne Rouffilange (soprano). Conrad Beck, Pierre-Octave Ferroud, Darius Milhaud et Pierre Vellones écrivent pour elles.

### La muse de Francis Poulenc
De 1917 à sa mort en 1963, Suzanne Rivière-Peignot entretient une profonde amitié avec Francis Poulenc, qui admire son talent : « Elle chante les “Airs champêtres” mieux que quiconque », dit-il en substance ; il écrit encore : « J'ai composé les Airs chantés, les Poèmes de Rossard, ceux de Louis Lalanne pour Suzanne Peignot. Je n'en connais pas d'interprète plus sensible. C'est une musicienne née. » Il lui dédie quatre airs : « Airs champêtres » (sur un texte de Jean Moréas), « Attributs » (sur un poème de Pierre de Ronsard), « La petite servante » (sur un poème de Max Jacob), et « Il vole » sur un poème de Louise de Vilmorin). Elle crée et enregistre les Airs chantés avec le compositeur au piano en 1966.
Le manque proverbial d'entrain de Poulenc pour faire travailler sa musique n'empêchait pas la complicité: « Lorsqu'ils n'étaient pas parvenus à un résultat satisfaisant, il lui disait seulement, dans le parler nasillard et sans détours qui le caractérisait: “ Tu as chanté comme un cochon. Allez, on recommence ! ” »
Leur relation est aussi intime que partagée : « Mon trésor, lui écrit-il en 1934. Tu es pour moi ce que tu me dis que je suis pour toi et tu es exactement au monde la seule personne me donnant l'impression d'être une sœur. J'ouvre toujours tes lettres avec joie et c'est encore avec beaucoup plus de bonheur que je guette ton arrivée sur la route. » De son côté, elle confie : « Pour moi, Francis était même davantage qu'un frère ; il était un ami incomparable et une lumière qui m'a guidée tout au long de ma carrière. Ses jugements sur la musique étaient toujours brillants et justes. Travailler avec lui était une expérience passionnante et riche. »
En 1961, Francis Poulenc et Suzanne Peignot manquent de se tuer dans un violent accident de voiture en allant chez Auric, dont ils sortent indemnes ; elle rapporte qu'il lui confia qu'il aurait presque aimé « mourir ainsi, d'une mort brutale et sans [s]'en apercevoir ».

## Enregistrements
- Airs chantés, de Francis Poulenc, Paris : Pathé Marconi [DL 1966]